# باتلر (آریزونا)
باتلر (به انگلیسی: Butler) یک منطقهٔ مسکونی در ایالات متحده آمریکا است که در آریزونا واقع شده‌است. باتلر ۱٬۰۲۰ متر بالاتر از سطح دریا واقع شده‌است.